# Agente Naranja

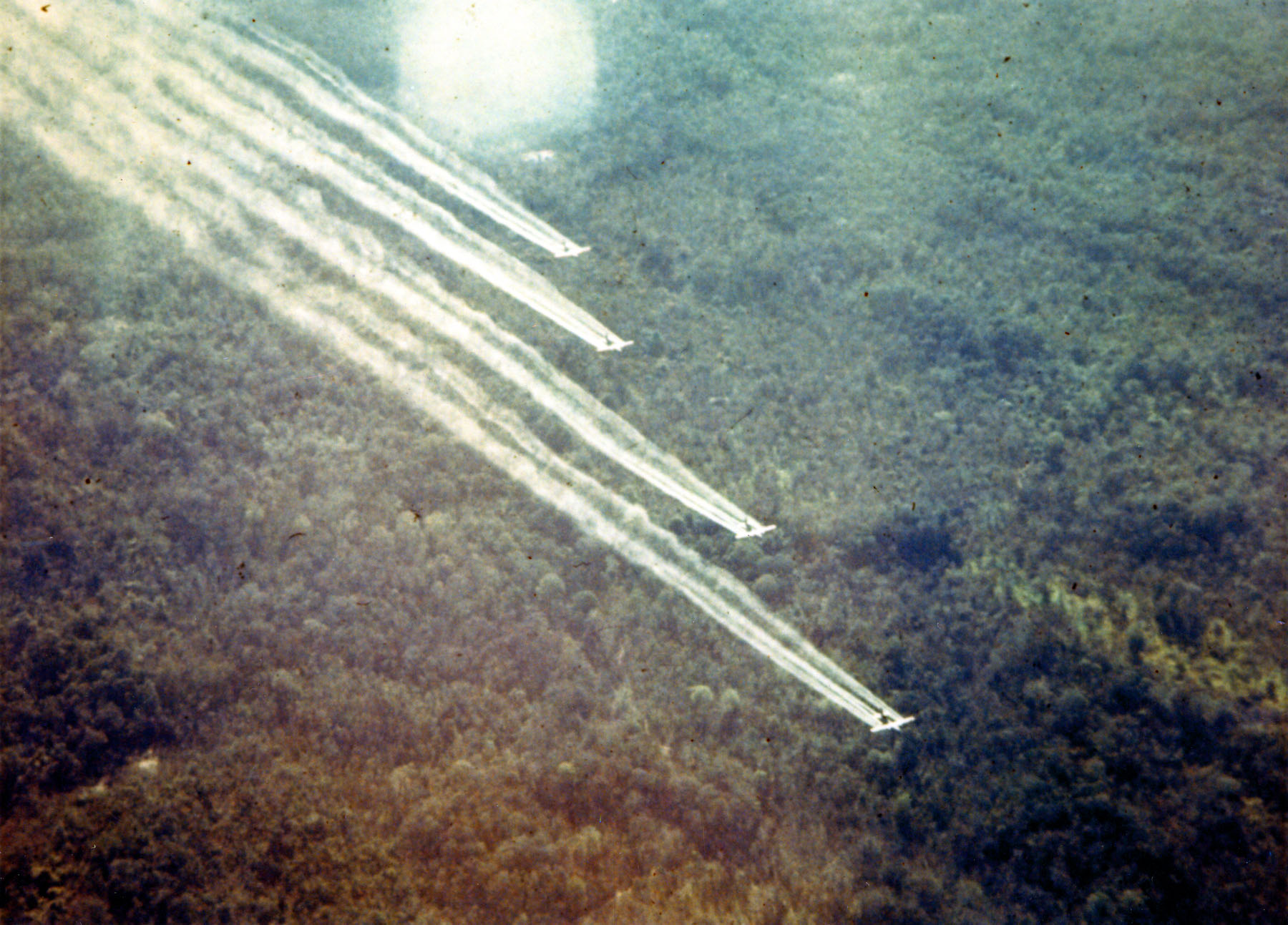
Aviones estadounidenses C-123 Provider rociando agente naranja en Vietnam.

El Agente Naranja fue uno de los herbicidas y defoliantes utilizados por los militares estadounidenses como parte de su programa de guerra química en la operación Ranch Hand (1962-1971), durante la guerra de Vietnam. Vietnam estima que tres millones de vietnamitas fueron víctimas, y 500 000 niños nacieron con malformaciones congénitas como resultado de su uso. La Cruz Roja de Vietnam calcula que hasta 1 millón de personas son discapacitadas o tienen problemas de salud debido al agente naranja. El gobierno de Estados Unidos ha rechazado estas cifras como poco fiables y poco realistas.
El agente es una mezcla 1:1 de dos herbicidas hormonales 2,4-D y 2,4,5-T que fue fabricado para el Departamento de Defensa, principalmente por Monsanto Corporation y Dow Chemical. Posteriormente se descubrió que el 2,4,5-T utilizado para producir el agente naranja estaba mezclado con TCDD, un compuesto de dioxina extremadamente tóxico. Se le dio el nombre por las franjas de color naranja en los barriles utilizados para su transporte, y fue de lejos el más ampliamente utilizado de los llamados «herbicidas arcoíris».
Durante la guerra de Vietnam, entre 1962 y 1971, el ejército de Estados Unidos roció casi 20 millones de galones (76 000 000 de litros) de material que contenía herbicidas y defoliantes químicos mezclados con combustible para aviones en Vietnam, el este de Laos y partes de Camboya. El objetivo del programa era defoliar tierras forestales y rurales, privando a la guerrilla de cubierta donde protegerse. Según algunos estudiosos, otro objetivo era la inducción forzosa de proyectos de urbanización, la destrucción de la capacidad de los campesinos para ganarse la vida en el campo, obligándolos a huir a las ciudades dominadas por los Estados Unidos, privando así a la guerrilla de su apoyo rural y el suministro de alimentos.

## Descripción química y toxicología

2,3,7,8-TCDD.

2,4-D.

2,4,5-T.

Químicamente, el agente naranja es aproximadamente una mezcla 1:1 de dos herbicidas —ácido 2,4-diclorofenoxiacético (2,4-D) y ácido 2,4,5-triclorofenoxiacético (2,4,5-T)—  en forma de éster iso-octilo.
Numerosos estudios han examinado los efectos en la salud relacionados con el agente naranja, los compuestos que lo conforman y los subproductos de su fabricación.
Antes de la controversia que rodea el agente naranja, ya había muchas pruebas científicas que vinculan el 2,4,5-T con graves efectos negativos para la salud y daños ecológicos. Pero en 1969, se reveló al público que el 2,4,5-T estaba contaminado con una dioxina, la 2,3,7,8-tetraclorodibenzodioxina (TCDD), y que laTCDD estaba causando muchos de los efectos adversos para la salud previamente inexplicables que se correlacionaron con la exposición al agente naranja. La TCDD ha sido descrita como «quizás la molécula más tóxica jamás sintetizada por el hombre». Memorandos internos revelaron que, en 1952, Monsanto (uno de los principales fabricantes de 2,4,5-T) había informado al gobierno de EE. UU. que su 2,4,5-T estaba contaminado. En la fabricación de 2,4,5-T, el sobrecalentamiento accidental de la mezcla reactiva fácilmente hace que se condense en la forma tóxica de autocondensación TCDD. En aquel momento no se tomaron precauciones contra esta reacción secundaria accidental, que es la misma que causó también el desastre de Seveso en Italia en 1976.
En 1979, Arthur Galston, biólogo de la Universidad de Yale, especialista en la investigación de herbicidas publicó una revisión de lo que se conocía en aquel momento sobre la toxicidad de la TCDD. Incluso las «infinitamente pequeñas» cantidades de dioxinas en la dieta causaban efectos adversos para la salud cuando se probaron en animales. Desde entonces, la TCDD se ha estudiado de forma exhaustiva. Se ha asociado con un aumento de neoplasias en cada uno de los bioensayos en animales descritos en la literatura científica. El Programa Nacional de Toxicología de los Estados Unidos ha clasificado la TCDD como «conocida por ser un carcinógeno en seres humanos», frecuentemente asociado con el sarcoma de tejidos blandos, el linfoma no hodgkidiano, la enfermedad de Hodgkin y la leucemia linfática crónica (CLL).
De los dos herbicidas que componen el agente naranja, 2,4-D y 2,4,5-T, el último se considera el menos biodegradable. Aunque la degradación de 2,4,5-T con una vida media en una escala de días se puede lograr mediante la adición de bacterias de una cepa especial, no se observó una degradación abundante en el mismo suelo sin adición de bacterias, y la vida media de las dioxinas en el suelo es superior a 10 años.
Un informe de 1969 elaborado por K. Diane Courtney y otros autores encontraron que el 2,4,5-T podría causar anomalías congénitas y muerte fetal en ratones. Varios estudios han demostrado un aumento de mortalidad por cáncer en trabajadores expuestos al 2,4,5-T. En uno de esos estudios, de Hamburgo, Alemania, el riesgo de mortalidad por cáncer aumentó en un 170 % después de haber trabajado durante 10 años en la sección productora de 2,4,5-T en una planta de fabricación de Hamburgo. Tres estudios han sugerido que la exposición previa al agente naranja plantea un mayor riesgo de leucemia mieloide aguda en los hijos de los veteranos de Vietnam.

## El agente naranja en la guerra de Vietnam

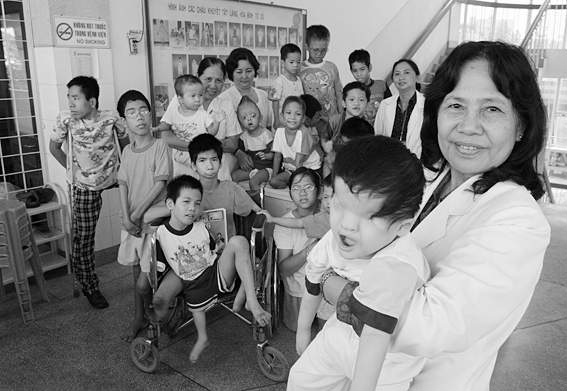
Niños vietnamitas con deformidades y otros problemas de salud causados por el agente naranja.

Los dos constituyentes del agente naranja se usaron en agricultura, principalmente el 2,4-D, vendido actualmente en productos como el Navigate. Por cuestiones de negligencia y prisa por falta de documentos, durante la guerra de Vietnam, fue producido con una purificación inadecuada, y presentaba contenidos elevados de un subproducto cancerígeno de la síntesis del 2,4,5-T: la dioxina tetraclorodibenzodioxina.  Este residuo no se encuentra normalmente en los productos comerciales que incluyen estos dos ingredientes, pero marcó para siempre el nombre del agente naranja.
«Fuentes vietnamitas afirman que se vertieron 80 millones de litros de este producto tóxico en un espacio de 10 años no solo sobre Vietnam, sino también en Camboya y en Laos, durante “la guerra secreta” en esos dos países. Según estas fuentes oficiales, cerca de dos millones de personas pudieron quedar afectadas en Vietnam desde 1961. Tres millones de hectáreas y 30 000 pueblos habrían sido contaminados por el agente, cuya concentración de sustancias tóxicas sería de 20 a 55 veces la dosis que se encuentra en el pesticida común». En la actualidad aún hay unas 5000 personas, según fuentes oficiales, afectadas por el agente naranja, en su mayoría hijos cuyos padres se contaminaron y que nacieron con terribles malformaciones. Muchos otros murieron a los pocos años de nacer víctimas de la leucemia o de otros tipos de cáncer.

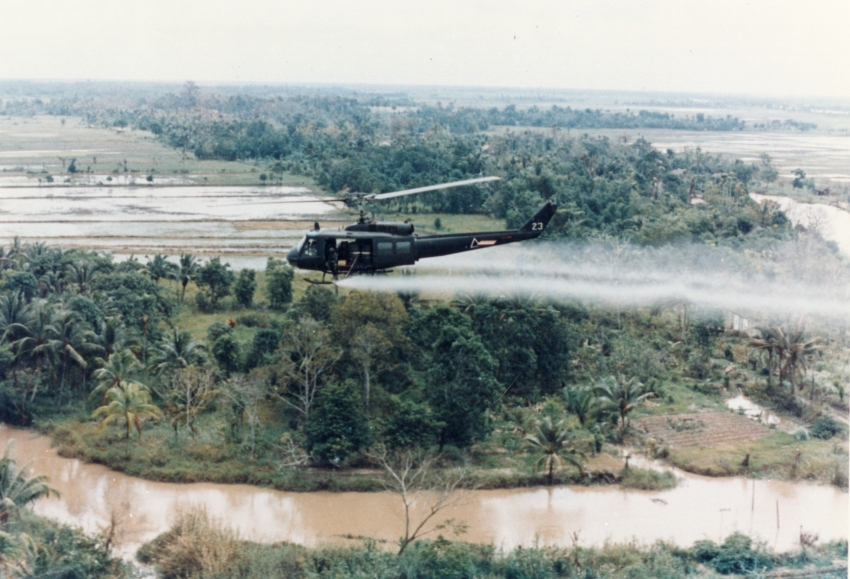
Un helicóptero Bell UH-1 Iroquois del Ejército de Estados Unidos rociando agente naranja sobre campos de cultivo en Vietnam.

Estados Unidos comenzó a atacar los cultivos de alimentos en octubre de 1962, principalmente mediante Agente Azul. En 1965, el 42 por ciento de todos los herbicidas pulverizados fueron dirigidos a los cultivos de alimentos. La tasa de migración de zonas rurales a urbanas aumentó espectacularmente en Vietnam del Sur durante la guerra, ya que los campesinos escapaban de la guerra en las zonas rurales, huyendo a las ciudades dominadas por Estados Unidos. La población urbana en Vietnam del Sur casi se triplicó: de 2,8 millones de personas en 1958 a 8 millones en 1971. El rápido flujo de personas llevó a un ritmo rápido e incontrolado de urbanización, se estima que 1,5 millones de personas vivían en los suburbios de Saigón.
Los registros de la Fuerza Aérea de los Estados Unidos indican que se realizaron al menos 6542 misiones de fumigación en el transcurso de la operación Ranch Hand. Para 1971, un 12 por ciento de la superficie total de Vietnam del Sur había sido rociada con productos químicos defoliantes, a una concentración media de 13 veces la dosis de aplicación recomendada para su uso por el Departamento de Agricultura estadounidense. Sólo en Vietnam del Sur, se estima que 10 millones de hectáreas de tierra agrícola fueron finalmente destruidas. En algunas zonas, las concentraciones de TCDD en el suelo y el agua eran cientos de veces mayores que los niveles considerados seguros por la Agencia de Protección Ambiental de los Estados Unidos. En conjunto, más del 20 % de los bosques de Vietnam del Sur fueron rociados al menos una vez durante un período de nueve años.

## Acciones judiciales
En 1984, una acción judicial impulsada por veteranos de guerra estadounidenses contra las compañías químicas suministradoras del agente naranja (entre ellas Dow Chemical, Monsanto, Diamond Shamrock, Hercules Inc., TH Agricultural & Nutrition Company, Thompson Chemicals Corporation, y Uniroyal Inc.) desembocó en un acuerdo de 93 millones de dólares estadounidenses en indemnizaciones para los soldados, por daños a la salud.
Sin embargo, las demandas presentadas por la Asociación Vietnamita de Víctimas del agente naranja (VAVA. Vietnamese Association of Victims of Agent Orange), han sido rechazadas. Según el juez Jack Weinstein: «no existen bases legales que justifiquen las demandas de los 4 000 000 de víctimas vietnamitas del agente naranja». Jack Weinstein es el mismo juez que en 1984 llevó el caso de los veteranos de guerra estadounidenses.

## Descontaminación de los terrenos vietnamitas afectados por el agente naranja
En agosto de 2012 comenzó un programa de «limpieza» de los terrenos afectados por el agente naranja a cargo del gobierno estadounidense. La primera zona donde se iniciaron los trabajos de descontaminación fueron los alrededores del aeropuerto de Đà Nẵng, que durante la guerra de Vietnam fue la base aérea desde donde despegaban y aterrizaban los aviones que lanzaban el agente naranja, y que cuando volvían eran lavados por lo que el agua contaminada se filtraba al suelo. El presidente de la VAVA, el general retirado Nguyen Van Rih, declaró en 2013:

Durante los años sesenta y setenta, vi con mis propios ojos como los aviones y los helicópteros estadounidenses tiraban defoliantes. Los resultados: colinas peladas, bosques destruidos. [...] Durante tres decenios los estadounidenses han negado su crimen. Ahora hacen cualquier cosa. Es un poco tarde. Pero mejor tarde que nunca.